# Irán en los Juegos Paralímpicos de Tokio 2020
Irán estuvo representado en los Juegos Paralímpicos de Tokio 2020 por un total de 62 deportistas, 53 hombres y nueve mujeres.

## Medallistas
El equipo paralímpico iraní obtuvo las siguientes medallas:
| Nombre | Deporte                   | Evento                                       |
| --- | ------------------------- | -------------------------------------------- |
| Oro |                           |                                              |
| Hashemiya Motaguian | Atletismo                 | Jabalina F56 femenino                        |
| Said Afruz | Atletismo                 | Jabalina F34 masculino                       |
| Hamed Amiri | Atletismo                 | Jabalina F54 masculino                       |
| Mahdi Olad | Atletismo                 | Peso F11 masculino                           |
| Amir Josravani | Atletismo                 | Salto de longitud T12 masculino              |
| Rohalá Rostami | Levantamiento de potencia | –80 kg masculino                             |
| Asghar Aziziagdam | Taekwondo                 | +75 kg masculino                             |
| Sareh Yavanmardi | Tiro                      | Pistola de aire 10 m SH1 femenino            |
| Zahra Nemati | Tiro con arco             | Recurvo individual femenino                  |
| Morteza Ramezani Seyed Mohammed Yed Mohamed Nemati Davud Alipurian Sadeg Bigdeli Mayid Lashkarisanami Ramzan Salehi Meisam Alipur Mahdi Babadi Hosein Golestani Mehrzad Mehravan Morteza Mehrzad | Voleibol sentado          | Torneo masculino                             |
| Vahid Nuri | Yudo                      | –90 kg masculino                             |
| Mohamadreza Jeirolazadeh | Yudo                      | +100 kg masculino                            |
| Plata |                           |                                              |
| Mahdi Olad | Atletismo                 | Disco F11 masculino                          |
| Ali Piruj | Atletismo                 | Jabalina F13 masculino                       |
| Sadeg Beit Sayah | Atletismo                 | Jabalina F41 masculino                       |
| Amanolah Papi | Atletismo                 | Jabalina F57 masculino                       |
| Alireza Mojtari | Atletismo                 | Peso F53 masculino                           |
| Sayad Mohamadian | Atletismo                 | Peso F63 masculino                           |
| Amir Yafari | Levantamiento de potencia | –65 kg masculino                             |
| Hamed Solhipur | Levantamiento de potencia | –97 kg masculino                             |
| Mansur Purmirzai | Levantamiento de potencia | +107 kg masculino                            |
| Mahdi Purrahnama | Taekwondo                 | –75 kg masculino                             |
| Ramezan Biabani | Tiro con arco             | Compuesto individual clase abierta masculino |
| Bronce |                           |                                              |
| Saman Razi | Levantamiento de potencia | –107 kg masculino                            |